# Sfânta Sara
Sfânta Sara, cunoscută și sub numele de Sara-la-Kâli („Sara cea Neagră”; în romani Sara e Kali), este patroana spirituală a romilor. Este venerată în Saintes-Maries-de-la-Mer, loc de pelerinaj din Camargue, în sudul Franței. Potrivit legendelor, ea este servitoarea celor trei Marii (Fecioara Maria, Maria Magdalena și Maria din Clopas) și se presupune că a sosit în Camargue împreună cu acestea. Sfânta Sara este identificată și cu zeița hindusă Kali, o zeitate populară în nordul Indiei, zona de unde provine poporul romani. Numele „Sara” este menționat și în textul Devi Mahatmya.

## Legende
Mai multe legende relatează că, în timpul persecuției creștinilor, aproximativ în anul 42, Lazăr din Betania, împreună cu surorile lui Maria și Martha, Maria Salomeea (mama apostolilor Ioan și Iacob cel Mare), Maria din Clopas și Maximinus din Aix, au fost trimiși pe mare într-o barcă. Astfel, au ajuns pe țărmul sudic al Galiei, locul numit mai târziu Saintes-Maries-de-la-Mer. Sara, originară dintr-un vechi port egiptean, Berenice Troglodytica, era servitoarea indo-egipteană de culoare a celor trei Marii (în special a Mariei din Clopas). Locuitorii din Berenice Troglodytica aveau strămoși sosiți din Coasta Malabar, o regiune din subcontinentul indian, prin activitățile comerciale derulate între indieni și romani,care s-au stabilit apoi în Egipt (provincie romană) și s-au căsătorit cu localnicii egipteni.
Deși legenda despre sosirea celor trei Marii în Franța datează din Evul Mediu Clasic, de exemplu în Legenda aurea din secolul al XIII-lea, Sfânta Sara apare pentru prima dată în cartea din 1521 a lui Vincent Philippon The Legend of the Saintes-Maries, în care e descrisă drept „o femeie miloasă, care îi ajuta pe oamenii sărmani cerând de pomană, de unde credința populară că ar fi romă.” Prin urmare, Sara a fost adoptată de romi ca sfânta lor.
Potrivit altei legende, Sara le întâmpină pe cele trei Marii în Galia. În 1956, Franz de Ville scria:
„Una dintre noi care a primit prima Revelație a fost Sara Kali. Ea era de origine nobilă, era șefa tribului său de pe malul Ronului. Știa toate tainele ce-i fuseseră încredințate (...) Pe atunci, romii practicau religia politeistă și o dată pe an purtau pe umerii lor statuia zeiței Ishtari (Astarte) și intrau în mare pentru a primi binecuvântarea. Într-o zi, Sara a avut o viziune în care i s-a spus urmează să vină sfintele care au fost de față la moartea lui Iisus, iar ea trebuie să îi ajute. Sara i-a văzut sosind cu barca. Marea era agitată și barca era gata gata să se scufunde. Maria Salomeea și-a aruncat mantia în valuri, iar Sara a folosit-o pentru a pluti spre sfinte și le-a ajutat să ajungă la țărm prin rugăciune.”—Franz de Ville, Franz de Ville, Traditions of the Roma in Belgium

## Pelerinaj

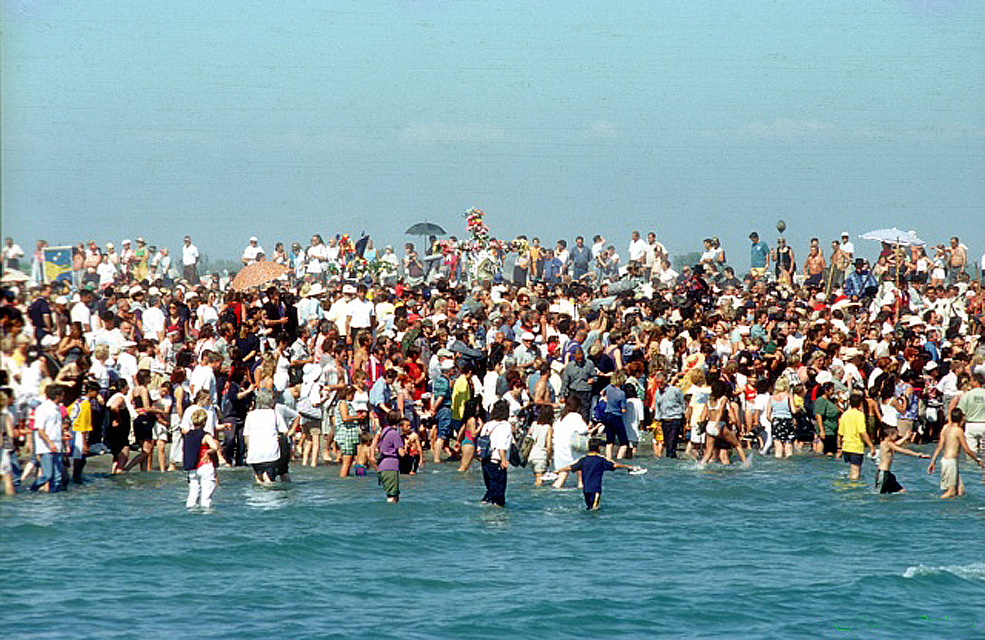
Ritual din timpul pelerinajului romilor la Saintes-Maries-de-la-Mer

Ziua în care Sara este cinstită și sărbătorită în pelerinaj este 24 mai, când statuia ei este purtată în mare pentru a pune în scenă sosirea ei în Franța. Unii scriitori au realizat paralele între ceremoniile din timpul pelerinajului și ritualurile de venerare a zeiței hinduse Kali (o variantă a zeiței Durga) și au ajuns astfel să le asimileze.
Ronald Lee a scris în 2001:
„Dacă ar fi să comparăm ritualurile cu cele din Franța la altarul Sfinte Sara (în romani Sara e Kali), am realiza că venerarea lui Kali/Durga/Sara a fost transferată într-o figură a creștinismului (...) în Franța, într-o sfântă inexistentă pe nume Sara, care, de fapt, face parte din venerarea lui Kali/Durga/Sara în unele zone din India.”—Ronald Lee, Ronald Lee, „The Rom-Vlach Gypsies and the Kris-Romani", p. 210.

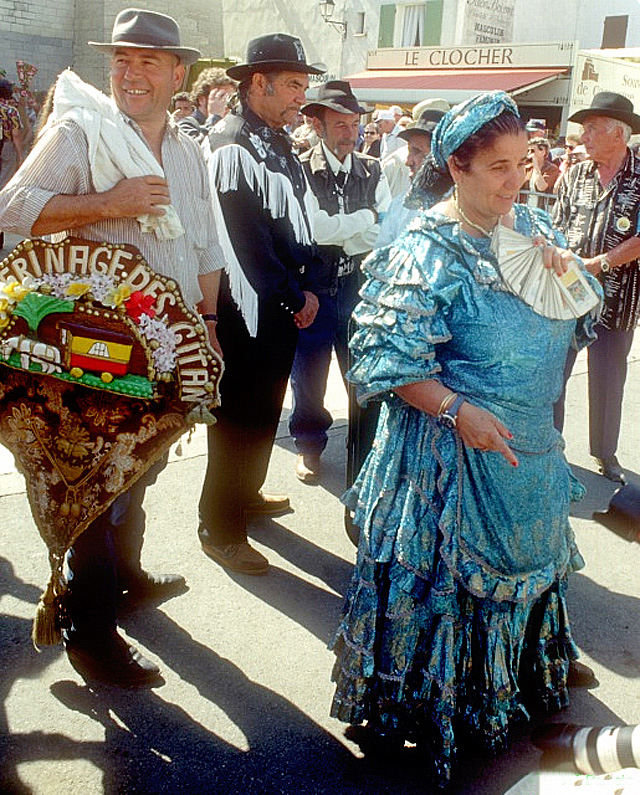
Pelerinaj al romilor la Sara e Kali

Numele „Sara” este rostit de Durga atunci când i se adresează lui Kali în textul filosofic hindus Devi Mahatmya.

## Răspândirea în cultura populară
Unii autori au preluat teme din cartea pseudoistorică Holy Blood, Holy Grail scrisă de Michael Baigent, Richard Leigh, și Henry Lincoln, și au sugerat că Sara ar fi fost, de fapt, fiica lui Iisus Hristos și a Mariei Magdalena. Aceste idei au fost popularizate în cartea Codul lui Da Vinci a lui Dan Brown, în Ahavah's Dream de Eron Manusov și în The Maeve Chronicles de Elizabeth Cunningham. Toate aceste speculații însă au fost respinse atât de localnici cât și de istorici.
În The Rozabal Line, cartea scrisă de Ashwin Sanghi, se afirmă că Sara Kali se referă la cele trei zeițe hinduse: Saraswati, Lakshmi și Kali, zeițele înțelepciunii, bunăstării și puterii, care împreună simbolizează treimea puterii feminine.
În romanul Vrăjitoarea din Portobello al lui Paulo Coelho, apare menționată Sfânta Sara de câteva ori.
Acțiunea romanului Caravan to Vaccarès (1970) al lui Alistair MacLean are loc în timpul pelerinajului la Saintes-Maries-de-la-Mer.
Artistul suedez Czon a realizat un portret al Sarei Kali în fața bisericii în „Saintes Maries de la Mer” în 2018.
Statuia Sfintei Sara apare și în filmul lui Tony Gatlif din 1993 Latcho Drom. Un alt film regizat de Tony Gatlif este Libertate, în care romii se roagă Sfintei Sara.